# ترودون
الترودون (Troodon،‏ Troödon في مصادر أقدم) هو جنس مشكوك فيه صغير نسبيًا من الديناصورات الشبيهة بالطيور، معروف من حين الكامباني في العصر الطباشيري، عاش منذ حوالي 77 مليون سنة.

## وصلات خارجية
- Dinosauroid